# Prix Nebula du meilleur roman court
Les prix Nebula sont attribués chaque année pour les œuvres publiées pendant l'année calendaire précédente.
La catégorie du meilleur roman court (novella) récompense des œuvres de fantasy et de science-fiction comptant de 17 500 à 40 000 mots.

## Palmarès
Les gagnants sont cités en premier, suivis par les autres œuvres nommées.

### Années 1960

#### 1965
Le Façonneur (He Who Shapes) par Roger Zelazny et L'Arbre à salive (The Saliva Tree) par Brian Aldiss (ex æquo)
- La Ballade de Bêta-2 (The Ballad of Beta-2) par Samuel R. Delany
- The Mercurymen par C. C. MacApp
- Sur la Planète des tempêtes (On the Storm Planet) par Cordwainer Smith
- Alpha et Oméga (Research Alpha) par A. E. van Vogt et James Schmitz
- Rogue Dragon par Avram Davidson
- Sous le ciel de Mars (Under Two Moons) par Frederik Pohl

#### 1966
Le Dernier Château (The Last Castle) par Jack Vance
- The Alchemist par Charles L. Harness
- Clash of Star-Kings par Avram Davidson

#### 1967
Voici l'homme (Behold the Man) par Michael Moorcock
- Les Déportés du Cambrien (Hawksbill Station) par Robert Silverberg
- Si tous les hommes étaient frères, me permettrais-tu d'épouser ta sœur ? (If All Men Were Brothers, Would You Let One Marry Your Sister?) par Theodore Sturgeon
- Le cavalier du fiel ou le grand gavage (Riders of the Purple Wage) par Philip José Farmer
- Weyr Search par Anne McCaffrey

#### 1968
Dragonrider par Anne McCaffrey
- The Day Before Forever par Keith Laumer
- Hawk Among the Sparrows par Dean McLaughlin
- Les Anges aux figures sales (Lines of Power) par Samuel R. Delany
- Les Ailes de la nuit (Nightwings) par Robert Silverberg

#### 1969
Un gars et son chien (A Boy and His Dog) par Harlan Ellison
- Mission théâtrale (Dramatic Mission) par Anne McCaffrey
- Probable Cause par Charles L. Harness
- Le Navire des ombres (Ship of Shadows) par Fritz Leiber
- Jorslem (To Jorslem) par Robert Silverberg

### Années 1970
| Sommaire : | - Haut - 1970 - 1971 - 1972 - 1973 - 1974 - 1975 - 1976 - 1977 - 1978 - 1979 |

#### 1970
Mauvaise rencontre à Lankhmar (Ill Met in Lankhmar) par Fritz Leiber
- Un premier avril éternel (April Fool's Day Forever) par Kate Wilhelm
- Destins en chaîne (The Fatal Fulfillment) par Poul Anderson
- La Région intermédiaire (The Region Between) par Harlan Ellison
- Les Femmes des neiges (The Snow Women) par Fritz Leiber
- De la trahison considérée comme l'un des beaux-arts (A Style in Treason) par James Blish
- La Chose dans la pierre (The Thing in the Stone) par Clifford D. Simak

#### 1971
L'Homme qui avait disparu (The Missing Man) par Katherine MacLean
- Being There par Jerzy Kosinski
- The God House par Keith Roberts
- La Boîte infinie (The Infinity Box) par Kate Wilhelm
- The Plastic Abyss par Kate Wilhelm

#### 1972
Face à face avec Méduse (A Meeting with Medusa) par Arthur C. Clarke
- La Cinquième Tête de Cerbère (The Fifth Head of Cerberus) par Gene Wolfe
- The Gold at the Starbow's End par Frederik Pohl
- Son of the Morning par Phyllis Gotlieb
- With the Bentfin Boomer Boys on Little Old New Alabama par Richard A. Lupoff
- Le nom du monde est forêt (The Word for World Is Forest) par Ursula K. Le Guin

#### 1973
La Mort du Docteur Île (The Death of Doctor Island) par Gene Wolfe
- Le Fini des mers (Chains of the Sea) par Gardner Dozois
- Mort et succession des Asadis (Death and Designation Among the Asadi) par Michael Bishop
- Junction par Jack Dann
- Les Loutres blanches de l'enfance (The White Otters of Childhood) par Michael Bishop

#### 1974
Né avec les morts (Born with the Dead) par Robert Silverberg
- Ce qui se passa rue des Serpents (On the Street of the Serpents) par Michael Bishop
- Chanson pour Lya (A Song for Lya) par George R. R. Martin

#### 1975
Le Retour du bourreau (Home Is the Hangman) par Roger Zelazny
- Un éphémère goût d'être (A Momentary Taste of Being) par James Tiptree, Jr
- Les Tempêtes de Port-du-Vent (The Storms of Windhaven) par Lisa Tuttle et George R. R. Martin
- Sunrise West par William K. Carlson

#### 1976
Houston, Houston, me recevez-vous ? (Houston, Houston, Do You Read?) par James Tiptree, Jr
- Les Visions miraculeuses (The Eyeflash Miracles) par Gene Wolfe
- Le Chant aux portes de l'aurore (Piper at the Gates of Dawn) par Richard Cowper
- Le Samouraï et les saules (The Samurai and the Willows) par Michael Bishop

#### 1977
La Danse des étoiles (Stardance) par Spider Robinson et Jeanne Robinson
- Aztèques (Aztecs) par Vonda N. McIntyre

#### 1978
Les Yeux de la nuit (The Persistence of Vision) par John Varley
- Sept nuits américaines (Seven American Nights) par Gene Wolfe

#### 1979
Enemy Mine par Barry B. Longyear
- The Battle of the Abaco Reefs par Hilbert Schenck (en)
- Le Vaisseau-flame (Fireship) par Joan D. Vinge
- Mars Masked par Frederik Pohl
- The Story Writer par Richard Wilson
- The Tale of Gorgik par Samuel R. Delany

### Années 1980
| Sommaire : | - Haut - 1980 - 1981 - 1982 - 1983 - 1984 - 1985 - 1986 - 1987 - 1988 - 1989 |

#### 1980
Unicorn Tapestry par Suzy McKee Charnas
- The Autopsy par Michael Shea
- Le Brave Petit Grille-pain (The Brave Little Toaster) par Thomas M. Disch
- Jeux dangereux (Dangerous Games) par Marta Randall
- Lost Dorsai par Gordon R. Dickson
- There Beneath the Silky-Trees and Whelmed in Deeper Gulphs Than Me par Avram Davidson

#### 1981
Le Jeu de Saturne (The Saturn Game) par Poul Anderson
- Amnesia par Jack Dann
- In the Western Tradition par Phyllis Eisenstein
- Swarmer, Skimmer par Gregory Benford
- True Names par Vernor Vinge
- The Winter Beach par Kate Wilhelm

#### 1982
Another Orphan par John Kessel
- Horrible Imaginings par Fritz Leiber
- Moon of Ice par Brad Linaweaver
- Âmes (Souls) par Joanna Russ
- Variantes douteuses (Unsound Variations) par George R. R. Martin

#### 1983
Hardfought par Greg Bear
- Eszterhazy and the Autogóndola-Invention par Avram Davidson
- The Gospel According to Gamaliel Crucis par Michael Bishop
- Her Habiline Husband par Michael Bishop
- Le Chemin du retour (Homefaring) par Robert Silverberg
- Transit par Vonda N. McIntyre

#### 1984
Frappez : Entrée ■ (PRESS ENTER ■) par John Varley
- L'Aménagement de Bedford-Stuyvesant (The Greening of Bed-Stuy) par Frederik Pohl
- Marrow Death par Michael Swanwick
- Le Conte du voyageur (A Traveler's Tale) par Lucius Shepard
- Trinité (Trinity) par Nancy Kress
- Young Doctor Eszterhazy par Avram Davidson

#### 1985
Voile vers Byzance (Sailing to Byzantium) par Robert Silverberg
- Vingt-quatre vues du Mont Fuji, par Hokusai (24 Views of Mt. Fuji, by Hokusai) par Roger Zelazny
- The Gorgon Field par Kate Wilhelm
- Mise au vert à Brunei (Green Days in Brunei) par Bruce Sterling
- Mars la verte (Green Mars) par Kim Stanley Robinson
- La Seule Chose à faire (The Only Neat Thing To Do) par James Tiptree, Jr

#### 1986
R&R par Lucius Shepard
- Dydeetown Girl par F. Paul Wilson
- Escape from Kathmandu par Kim Stanley Robinson
- Gilgamesh in the Outback par Robert Silverberg
- Newton Sleep par Gregory Benford

#### 1987
Le Géomètre aveugle (The Blind Geometer) par Kim Stanley Robinson
- Fugue State par John M. Ford
- La Compagne secrète (The Secret Sharer) par Robert Silverberg
- The Tiger Sweater par Keith Roberts
- The Unconquered Country par Geoff Ryman
- Witness par Walter Jon Williams

#### 1988
Le Dernier des Winnebago (The Last of the Winnebagos) par Connie Willis
- L'Institut Calvin Coolidge pour comiques morts (The Calvin Coolidge Home for Dead Comedians) par Bradley Denton
- The Devil's Arithmetic par Jane Yolen
- Chroniques de l'âge du fléau (Journals of the Plague Years) par Norman Spinrad
- La Fille du chasseur d'écailles (The Scalehunter's Beautiful Daughter) par Lucius Shepard
- Émergence (Surfacing) par Walter Jon Williams

#### 1989
Les Montagnes du deuil (The Mountains of Mourning) par Lois McMaster Bujold
- A Dozen Tough Jobs par Howard Waldrop
- La Grande Œuvre du temps (Great Work of Time) par John Crowley
- Marîd Changes His Mind par George Alec Effinger
- Tiny Tango par Judith Moffett
- Un peu de Lavande (A Touch of Lavender) par Megan Lindholm

### Années 1990
| Sommaire : | - Haut - 1990 - 1991 - 1992 - 1993 - 1994 - 1995 - 1996 - 1997 - 1998 - 1999 |

#### 1990
Le Vieil Homme et son double (The Hemingway Hoax) par Joe Haldeman
- Bones par Pat Murphy
- Fool to Believe par Pat Cadigan
- Mr. Boy par James Patrick Kelly
- Weatherman par Lois McMaster Bujold

#### 1991
L'une rêve et l'autre pas (Beggars in Spain) par Nancy Kress
- Apartheid, Supercordes et Mordecai Thubana (Apartheid, Superstrings, and Mordecai Thubana) par Michael Bishop
- Épatant! (Bully!) par Mike Resnick
- La Galerie de ses rêves (The Gallery of His Dreams) par Kristine Kathryn Rusch
- Rick (Jack) par Connie Willis
- Man Opening a Door par Paul Ash

#### 1992
Cité de vérité (City of Truth) par James Morrow
- Bernacle Bill le spatial (Barnacle Bill the Spacer) par Lucius Shepard
- Contact par Jerry Oltion et Lee Goodloe
- Griffin's Egg par Michael Swanwick
- Protection (Protection) par Maureen F. McHugh
- L'Or ou l'argent (Silver or Gold) par Emma Bull
- The Territory par Bradley Denton

#### 1993
La Nuit où ils ont enterré Road Dog (The Night We Buried Road Dog) par Jack Cady
- The Beauty Addict par Ray Aldridge
- Danse aérienne (Dancing on Air) par Nancy Kress
- Into the Miranda Rift par G. David Nordley
- Le Nom des fleurs (Naming the Flowers) par Kate Wilhelm
- Le Prométhée invalide (Wall, Stone, Craft) par Walter Jon Williams

#### 1994
Sept vues de la gorge d'Olduvaï (Seven Views of Olduvai Gorge) par Mike Resnick
- Cold Iron par Michael Swanwick
- Fan par Geoff Ryman
- Jour de pardon (Forgiveness Day) par Ursula K. Le Guin
- Haunted Humans par Nina Kiriki Hoffman
- Un méphisto en onyx (Mefisto In Onyx) par Harlan Ellison

#### 1995
Dernier été à Mars Hill (Last Summer at Mars Hill) par Elizabeth Hand
- Bibi (Bibi) par Mike Resnick et Susan Shwartz
- Mortimer Gray's "History of Death" par Brian Stableford
- Les Perséides (The Perseids) par Robert Charles Wilson [nomination supprimée]
- Soon Comes Night par Gregory Benford
- Yaguara par Nicola Griffith

#### 1996
Da Vinci Rising par Jack Dann
- Blood of the Dragon par George R. R. Martin
- The Cost to Be Wise par Maureen F. McHugh
- La Mort du capitaine Futur (The Death of Captain Future) par Allen Steele
- Time Travelers Never Die par Jack McDevitt
- Libération d'une femme (A Woman's Liberation) par Ursula K. Le Guin

#### 1997
Abandonné sur place (Abandon in Place) par Jerry Oltion
- Chrysalide (Chrysalis) par Robert Reed
- La Marche funèbre des marionnettes (The Funeral March of the Marionettes) par Adam-Troy Castro
- Loose Ends par Paul Levinson (en)
- Primrose and Thorn par Bud Sparhawk
- …Where Angels Fear to Tread par Allen Steele

#### 1998
Reading the Bones par Sheila Finch
- Aurora in Four Voices par Catherine Asaro
- The Boss in the Wall, A Treatise on the House Devil par Avram Davidson et Grania Davis
- Ecopoiesis par Geoffrey A. Landis
- Izzy and the Father of Terror par Eliot Fintushel
- Jumping Off the Planet par David Gerrold

#### 1999
L'Histoire de ta vie (Story of Your Life) par Ted Chiang
- The Astronaut from Wyoming par Adam-Troy Castro et Jerry Oltion
- The Executioners' Guild par Andy Duncan
- Living Trust par L. Timmel Duchamp
- Reality Check par Michael A. Burstein
- The Wedding Album par David Marusek

### Années 2000
| Sommaire : | - Haut - 2000 - 2001 - 2002 - 2003 - 2004 - 2005 - 2006 - 2007 - 2008 - 2009 |

#### 2000
Goddesses par Linda Nagata
- Argonautica par Walter Jon Williams
- Le Rocher aux crocodiles (Crocodile Rock) par Lucius Shepard
- Fortitude par Andy Duncan
- Le Chasseur de Snark (Hunting the Snark) par Mike Resnick
- 90 % de tout (Ninety Percent of Everything) par Jonathan Lethem, James Patrick Kelly et John Kessel

#### 2001
The Ultimate Earth par Jack Williamson
- The Diamond Pit par Jack Dann
- May Be Some Time par Brenda W. Clough
- Radieuse étoile verte (Radiant Green Star) par Lucius Shepard
- A Roll of the Dice par Catherine Asaro

#### 2002
Bronte's Egg par Richard Chwedyk
- The Chief Designer par Andy Duncan
- Magic's Price par Bud Sparhawk
- The Political Officer par Charles Coleman Finlay
- Sunday Night Yams at Minnie and Earl's par Adam-Troy Castro

#### 2003
Coraline (Coraline) par Neil Gaiman
- Poumon vert (Breathmoss) par Ian R. MacLeod
- The Empress of Mars par Kage Baker
- The Potter of Bones par Eleanor Arnason
- Histoires pour hommes (Stories for Men) par John Kessel

#### 2004
La Peste du léopard vert (The Green Leopard Plague) par Walter Jon Williams
- Cookie Monster (The Cookie Monster) par Vernor Vinge
- Just Like the Ones We Used to Know par Connie Willis
- Les Fils enchevêtrés des marionnettes (The Tangled Strings of the Marionettes) par Adam-Troy Castro
- Walk in Silence par Catherine Asaro

#### 2005
Magie pour débutants (Magic for Beginners) par Kelly Link
- Clay's Pride par Bud Sparhawk
- Identity Theft par Robert J. Sawyer
- Left of the Dial par Paul Witcover
- The Tribes of Bela par Albert E. Cowdrey

#### 2006
Fournaise (Burn) par James Patrick Kelly
- Inclination par William Shunn
- Sanctuary par Michael A. Burst
- The Walls of the Universe par Paul Melko

#### 2007
La Fontaine des âges (Fountain of Age) par Nancy Kress
- Awakening par Judith Berman
- The Helper and His Hero par Matt Hughes
- Kiosk par Bruce Sterling
- Memorare par Gene Wolfe
- Des étoiles entrevues dans la pierre (Stars Seen through Stone) par Lucius Shepard

#### 2008
The Spacetime Pool par Catherine Asaro
- Dangerous Space par Kelley Eskridge (en)
- Dark Heaven par Gregory Benford
- The Duke In His Castle par Vera Nazarian
- The Political Prisoner par Charles Coleman

#### 2009
The Women of Nell Gwynne’s par Kage Baker
- Act One par Nancy Kress
- Ancrage (Arkfall) par Carolyn Ives Gilman
- Deus in machina (The God Engines) par John Scalzi
- Shambling Towards Hiroshima par James Morrow
- Sublimation Angels par Jason Sanford

### Années 2010
| Sommaire : | - Haut - 2010 - 2011 - 2012 - 2013 - 2014 - 2015 - 2016 - 2017 - 2018 - 2019 |

#### 2010
The Lady Who Plucked Red Flowers beneath the Queen’s Window par Rachel Swirsky
- L'Alchimiste de Khaim (The Alchemist) par Paolo Bacigalupi
- Iron Shoes par J. Kathleen Cheney
- Le Cycle de vie des objets logiciels (The Lifecycle of Software Objects) par Ted Chiang
- Le Sultan des nuages (The Sultan of the Clouds) par Geoffrey A. Landis
- Les Fantômes de la danse des orages (Ghosts Doing the Orange Dance) par Paul Park

#### 2011
Un pont sur la brume (The Man Who Bridged the Mist) par Kij Johnson
- Kiss Me Twice par Mary Robinette Kowal
- Silently and Very Fast par Catherynne M. Valente
- The Ice Owl par Carolyn Ives Gilman
- L'Homme qui mit fin à l'histoire (The Man Who Ended History: A Documentary) par Ken Liu
- Avec du sang sur les mains (With Unclean Hands) par Adam-Troy Castro

#### 2012
Après la chute (After the Fall, Before the Fall, During the Fall) par Nancy Kress
- On a Red Station, Drifting par Aliette de Bodard
- The Stars Do Not Lie par Jay Lake
- Toutes les saveurs (All the Flavors) par Ken Liu
- Katabasis par Robert Reed
- Barry’s Tale par Lawrence M. Schoen

#### 2013
The Weight of the Sunrise par Vylar Kaftan (en)
- Wakulla Springs par Andy Duncan et Ellen Klages (en)
- Annabel Lee par Nancy Kress
- Burning Girls par Veronica Schanoes
- Trial of the Century par Lawrence M. Schoen (en)

#### 2014
Yesterday’s Kin par Nancy Kress
- Nous allons tous très bien, merci (We Are All Completely Fine) par Daryl Gregory
- Le Regard (The Regular) par Ken Liu
- The Mothers of Voorhisville par Mary Rickert
- Calendrical Regression par Lawrence M. Schoen (en)
- Grand Jeté par Rachel Swirsky (en)

#### 2015
Binti (Binti) par Nnedi Okorafor
- The Bone Swans of Amandale par C. S. E. Cooney
- The New Mother par Eugene Fischer
- The Pauper Prince and the Eucalyptus Jinn par Usman T. Malik (en)
- Waters of Versailles par Kelly Robson
- Wings of Sorrow and Bone par Beth Cato

#### 2016
Les Portes perdues (Every Heart a Doorway) par Seanan McGuire
- Runtime par S. B. Divya
- La Quête onirique de Vellitt Boe (The Dream-Quest of Vellitt Boe) par Kij Johnson
- La Ballade de Black Tom (The Ballad of Black Tom) par Victor LaValle
- The Liar par John P. Murphy
- A Taste of Honey par Kai Ashante Wilson (en)

#### 2017
Défaillances systèmes (All Systems Red) par Martha Wells
- River of Teeth par Sarah Gailey (en)
- Passing Strange (Passing Strange) par Ellen Klages (en)
- Et il n'en resta plus que (n-1) (And Then There Were (N-One)) par Sarah Pinsker
- Barry’s Deal par Lawrence M. Schoen (en)
- The Black Tides of Heaven par JY Yang (en)

#### 2018
The Tea Master and the Detective par Aliette de Bodard
- Fire Ant par Jonathan P. Brazee (en)
- Les Tambours du dieu noir (The Black God’s Drums) par P. Djèlí Clark
- Alice Payne Arrives par Kate Heartfield (en)
- Gods, Monsters, and the Lucky Peach par Kelly Robson
- Schémas artificiels (Artificial Condition) par Martha Wells

#### 2019
Les Oiseaux du temps (This Is How You Lose the Time War) par Amal El-Mohtar et Max Gladstone
- L'angoisse est le vertige de la liberté (Anxiety Is the Dizziness of Freedom) par Ted Chiang
- Le Mystère du tramway hanté (The Haunting of Tram Car 015) par P. Djèlí Clark
- Her Silhouette, Drawn in Water par Vylar Kaftan (en)
- Les Abysses (The Deep) par Rivers Solomon, avec Daveed Diggs, William Hutson et Jonathan Snipes
- Catfish Lullaby par A. C. Wise (en)

### Années 2020
| Sommaire : | - Haut - 2020 - 2021 - 2022 - 2023 - 2024 |

#### 2020
Ring Shout : Cantique rituel (Ring Shout) par P. Djèlí Clark
- Tower of Mud and Straw par Yaroslav Barsukov
- Finna par Nino Cipri (en)
- Ife-Iyoku, the Tale of Imadeyunuagbon par Oghenechovwe Donald Ekpeki (en)
- The Four Profound Weaves par R. B. Lemberg (en)
- L'Architecte de la vengeance (Riot Baby) par Tochi Onyebuchi (en)

#### 2021
Et que désirez-vous ce soir (And What Can We Offer You Tonight) par Premee Mohamed (en)
- Un psaume pour les recyclés sauvages (A Psalm for the Wild-Built) par Becky Chambers
- Fireheart Tiger par Aliette de Bodard
- Sun-Daughters, Sea-Daughters par Aimee Ogden
- Flowers for the Sea par Zin E. Rocklyn
- The Necessity of Stars par E. Catherine Tobler
- The Giants of the Violet Sea par Eugenia Triantafyllou

#### 2022
Even Though I Knew the End par C. L. Polk (en)
- Une prière pour les cimes timides (A Prayer for the Crown-Shy) par Becky Chambers
- Bishop’s Opening par R. S. A. Garcia (en)
- I Never Liked You Anyway par Jordan Kurella
- High Times in the Low Parliament par Kelly Robson

#### 2023
Linghun par Ai Jiang (en)
- The Crane Husband par Kelly Barnhill
- Thornhedge par T. Kingfisher
- Untethered Sky par Fonda Lee
- The Mimicking of Known Successes par Malka Older (en)
- Des mammouths à la porte (Mammoths at the Gates) par Nghi Vo

#### 2024
The Dragonfly Gambit par A. D. Sui
- Comme l'exigeait la forêt (The Butcher of the Forest) par Premee Mohamed (en)
- Défense d'extinction (The Tusks of Extinction) par Ray Nayler
- Lost Ark Dreaming par Suyi Davies Okungbowa (en)
- Countess par Suzan Palumbo (en)
- The Practice, the Horizon, and the Chain par Sofia Samatar